# رودن (بایرن)
رودن (به آلمانی: Roden) یک شهر در آلمان است که در ماین-اشپسارت واقع شده‌است. رودن ۱٬۰۳۸ نفر جمعیت دارد.